# Epicypta truncata
Epicypta truncata är en tvåvingeart som beskrevs av Wu, He och Yang 1998. Epicypta truncata ingår i släktet Epicypta och familjen svampmyggor.
Artens utbredningsområde är Fujian (Kina). Inga underarter finns listade i Catalogue of Life.